# Temnosira trichaeta
Temnosira trichaeta är en tvåvingeart som beskrevs av Ozerov 1993. Temnosira trichaeta ingår i släktet Temnosira och familjen prickflugor. Inga underarter finns listade i Catalogue of Life.